# Glória a Hong Kong
" Glória a Hong Kong " é uma marcha com versões em Cantonês e Inglês, composta e escrita por um músico sob o pseudônimo "Thomas dgx yhl", com a contribuição de um grupo de internautas de Hong Kong do fórum online LIHKG durante os Protestos de Hong Kong em 2019. Foi amplamente adotado como o hino desses protestos, cuja até considerando-o como o " hino nacional de Hong Kong".
Desde que os protestos generalizados em Hong Kong começaram no início de junho de 2019, várias músicas que simbolizam a democracia, como " Você ouve o povo cantar " de Les Misérables, foram cantadas por manifestantes em diferentes ocasiões como seus hinos. "Glória a Hong Kong", segundo o compositor, foi criada "para aumentar o estado de espírito dos manifestantes e unir as pessoas". Desde a publicação da música, ela foi cantada na maioria das manifestações. Existem também várias versões em inglês e outros idiomas que circulam na web.

## História
Thomas, um compositor de música e letrista de linguá Cantonês, inicialmente publicado uma versão instrumental de "Glória a Hong Kong" e sua letra em 26 de agosto de 2019 para LIHKG, um fórum online onde pró-democracia Hongkongers para troca comentários. Depois de receber sugestões de usuários do fórum, ele modificou a letra, incluindo a incorporação da frase "Libertar Hong Kong; A revolução da nossa Era." (Chinese: 光復香港，時代革命; Cantonês Yale: Gwōngfuhk hēunggóng, sìhdoih gaakmihng), um lema nos protestos. O Videoclipe musical, composto por cenas de manifestações, foi carregado para o YouTube em 31 de agosto de 2019. A canção se tornou popular dentro de alguns dias, através das várias mídias sociais, seguido pelo surgimento de versões em inglês e outros idiomas. Um videoclipe com orquestra musical com coro de SATB foi carregado para o YouTube, em 11 de setembro de 2019, alcançando 1,5 milhões de visualizações em uma semana. Os manifestantes de Hong Kong anteriormente cantavam "Do you hear the People Sing?" e "Cante Aleluia ao Senhor", como hinos de protesto, antes de adotar o "Glory to Hong Kong" como o seu principal hino.
Em uma entrevista à revista Time, o autor-compositor disse: "A música é uma ferramenta para a união, eu realmente senti que precisávamos de uma música para nos unir e melhorar nosso estado de espírito. A mensagem para os ouvintes é que, apesar da infelicidade e incerteza de nosso tempo, o povo de Hong Kong não se rende. "  Em entrevista ao Stand News, o compositor explicou sua motivação para compor uma nova música de protesto para Hong Kong no lugar de músicas comumente cantadas durante protestos como " Oceanos sem limites, céus vastos " e "Glory Days", duas músicas da banda de Hong Kong Além disso, descrevendo as músicas como "desagradáveis de ouvir", mas que o ritmo delas estava um pouco fora do lugar com a atmosfera durante os protestos. O compositor disse que ele era predominantemente um artista de pop rock, observando que uma produção em estilo clássico como "Glory to Hong Kong" foi uma estreia pessoal. Inspirado pelas " God Save the Queen ", " The Star-Spangled Banner ", o hino nacional da Rússia, o " Hino de Batalha da República " e " Gloria in Excelsis Deo " de Antonio Vivaldi, ele passou dois meses compondo a melodia da música trabalhando de trás para frente a partir da linha "Que as pessoas reinem, orgulhosas e livres".
A música foi observada por alguns especialistas musicais [failed verification] por ter motivos semelhantes ao "Below the Lion Rock", de Roman Tam's ,  uma música de Canto-pop altamente considerada entre os HongKongers em associação com o senso de espírito comum da região.

## Origem do título

Orquestra em Black bloc tocando a marcha Glória a Hong Kong

A palavra "glória" ( 榮光 ) no título da música consiste nos caracteres chineses por honra ( 榮   ) e brilho ( 光   ).  O termo foi usado em poemas de Li Bai e uma prosa de Lu Xun, além de ser um termo comum usado por Cristãos. O compositor nota que não tem religião, e descreveu a última frase "Glória a Hong Kong" (em Chinese: 我願榮光歸香港; lit.: 'I wish glory return to Hong Kong') como seu dois desejos: que Hong Kong possa recuperar a sua glória no futuro e que os Hongkongers estejam dispostos a dedicar seu orgulho e triunfos à cidade.
Embora esse seja um termo antiquado usado em Chinês moderno, ele ainda é muito comum em Vietnamita moderno ( Vietnamese : Vinh quang /   Japanese ), japonês ( eikō (栄光)  ) e coreano ( hangul: 영광; hanja: 榮光; rr: yeonggwang          )

## Letra da música
"Glória a Hong Kong" compreende quatro estrofes de letras em Cantonês. O autor afirma que priorizou o significado das letras em detrimento das linhas, e explica o significado de cada estrofe da seguinte forma:
A primeira estrofe descreve solenemente a supressão e privação de direitos humanos fundamentais, como democracia, liberdade e justiça .
A segunda estrofe descreve o movimento anti-ELAB, onde as pessoas enfrentam a injustiça, mesmo que sangue seja derramado. A solidão segue apos na primeira estrofe.
A terceira estrofe descreve a perseverança do povo de Hong Kong na escuridão e no desespero. É realizado com caráter um pouco menos solene.
A estrofe final, com o lema mais reconhecível "Liberte Hong Kong; revolução da nossa era" incorporada na letra, prevê que a cidade recupere sua glória e honra. Expresse esperança para o futuro, terminando a música com excitação.